# Hvepsevåge
Hvepsevåge (Pernis apivorus) er en middelstor europæisk rovfugl, der overvintrer i Afrika. Den lever skjult i skove, også i Danmark. Oftest iagttages fuglen på trækket forår og sensommer, hvor den ligesom andre rovfugle udnytter termikken til at skrue sig op og derefter glide på ubevægelige vinger i retning af målet.

## Udseende
Hvepsevågen minder om musvågen og har ligesom denne en meget varierende fjerdragt. Den kendes bedst i flugten på smallere vinger, længere hale og et mere dueagtigt hoved. Når fuglen kredser på ubevægelige vinger, holdes de i samme plan. Hos musvågen er vingerne en smule løftede. I aktiv flugt er vingeslagene mere elastiske, ikke så stive som musvågens. Vingefanget er 125-150 cm, altså lidt større end hos musvåge.
Kønnene ligner hinanden, men hannen har ofte en tydeligere gråblålig tone på oversiden, især på hovedet. I modsætning til mange andre rovfugle har hvepsevågen rigtige fjer, ikke børsteagtige, i området mellem næb og øje.

## Forekomst
Hvepsevågen er især en europæisk ynglefugl, men forekommer dog også i det vestlige Asien. Det er en langdistancetrækker, der overvintrer i tropisk Afrika. I Danmark findes arten især i løvskove med nær adgang til moser og enge. Ynglebestanden menes at tælle omkring 650 par. Den lever temmelig skjult.

## Trækgæster i Danmark
I Danmark ses et træk af hvepsevåger til Sverige og Finland i de sidste uger af maj og begyndelsen af juni. Returtrækket er koncentreret i den sidste uge af august eller første uge af september. Trækket ses mest i det østlige Danmark, hvor store flokke kan ses på dage med passende vejr.

## Føde
Hvepsevågen foretrukne bytte er larver og pupper fra hvepseboer, men den lever også af humlebiens bo og frøer. Fuglens kløer er særligt egnede til at grave i jorden efter hvepseboer. Ansigt og ben er desuden dækket af kraftigere skæl, for at beskytte mod stik.

## Stemme
Arten er oftest tavs, men udstøder i yngletiden et skrig, gli-ye, der er tydeligt forskelligt fra musvågens, når den kredser over ynglepladsen.

## Yngletid
Parret ankommer som regel sammen i slutningen af maj måned. Redebygningen begynder kort tid efter, gerne højt oppe i et løvtræ, men reden kan også være placeret i grantræer. Ofte overtages reder fra tidligere år. Det er hannen, der fortrinsvis bygger reden, overvåget af hunnen. Reden er færdig efter omkring 10 dage, hvorefter hunnen straks indtager den. Efter nogle dage lægger hun det første æg og et par dage senere det andet. Normalt lægges to æg.
Rugningen står hunnen for, dog afløser hannen som minimum fire timer om dagen, så hunnen kan skaffe føde til sig selv. Hunnen fodres altså ikke af hannen. I modsæning til mange andre rovfugle bliver hvepsevågen som regel på æggene, selvom der er forstyrrelser under redetræet, f.eks. mennesker. Hvis den forlader reden, tildækkes æggene først med redemateriale. I slutningen af rugetiden kan fuglen blive på reden, selv hvis et mennske kravler op til den. I stedet for at hakke ud efter den indtrængende som andre rovfugle, basker den kraftigt med vingerne.
Det første æg klækkes efter en rugetid på 35 dage. Det sidste æg klækker to dage senere. Det er i de første omkring 24 dage næsten udelukkende hannen, der skaffer føde til ungerne, men herefter hjælper også hunnen til. Efter 40 dage er ungerne flyvedygtige, men opholder sig i redens nærhed i endnu omkring 15 dage. Kort tid herefter starter trækket til Vestafrika.
Redetræet opdages ikke så nemt som hos andre rovfugle, da redebygningen først påbegyndes efter løvspring, og da der er mindre kalksprøjt fra ungerne på skovbunden under træet. Når ungerne defækerer, afleverer de ikke som andre rovfugle et langt sprøjt, men et kortere, der blot siver ned mellem redens grene. Ungerne er flyvefærdige efter 20 dage.